# Intermolekylär bindning
Intermolekylära bindningar är ett samlingsnamn på de krafter som verkar mellan olika molekyler. Beroende på mekanismen bakom interaktionen kan de delas upp i några olika grupper som mer eller mindre går in i varandra:

## Vätebindning
Väte är till sin natur relativt elektropositivt. Detta får till följd att då det binder ett mer elektronegativt ämne, som till exempel syre eller fluor, så får väteatomen en svagt positiv nettoladdning. Om molekylen till sin form är sådan, att motsvarande negativa laddning är placerad så att väteatomerna från andra molekyler "når" till denna negativa laddning, så bildas en jämförelsevis stark bindning. Detta innebär att ämnena har relativt hög smält- och kokpunkt, exempelvis vatten som har kokpunkten 100°C, vilket kan jämföras med ammoniak, som har i stort sett samma molmassa men svagare vätebindningar och kokpunkt -33°C, eller metan med ännu svagare vätebindningar har en kokpunkt på -161,6°C. 
Vätebindningar ger också proteiner deras form på lite större skala, då aminosyrakedjan veckar och vrider sig så att vätebindningar bildas mellan olika delar av samma molekyl. Detta är då ett exempel på att vätebindningen även kan fungera som en intramolekylär bindning.

## Dipol-dipolbindning
Även andra atomer än väte kan få en viss positiv laddning när de ingår i en molekyl, om atomen/atomerna den binder har lägre elektronegativitet. Dipol-dipol-bindningen (även kallad Keesom-bindning) fungerar till sin princip likadant som vätebindningen, men vätebindningens särskillnad kommer av att den är mycket vanlig och viktig för biologiska makromolekylers form, samt att väteatomens ringa storlek gör att den når närmare de negativa laddningarna, och därmed kan binda hårdare.

## van der Waals-bindning
I en helt opolär molekyl förekommer konstant fluktuationer i elektrontätheten. En förtätning på en plats i molekylen tenderar att inducera en utglesning i elektrontätheten i de delar av angränsande molekyler som ligger närmast förtätningen. Denna tillfälliga laddningsförskjutning (temporära dipoler) ger en svag, attraherande kraft mellan de två molekylerna, och vid tillräckligt låga temperaturer och höga tryck så kan detta innebära att kraften är tillräcklig för förhindra den fria rörelsen som sker i en (ideal) gas. Denna kraft kallas ibland för Londonkraft.
Eftersom van der Waalskrafter är såpass svaga bryts de vid låga temperaturer, exempelvis är molekylen F2 19% tyngre än tidigare nämnda metan men har 27°C lägre kokpunkt, -188,1°C.
Notera att denna typ av kraft alltid förekommer mellan olika molekyler, men eftersom den är mycket svagare än övriga, så försvinner dess verkan när andra typer av intermolekylära krafter är närvarande.